# Communauté d'agglomération Melun Val de Seine
La communauté d'agglomération Melun Val de Seine (CAMVS) est une communauté d'agglomération française, située en région Île-de-France, dans le département de Seine-et-Marne.

## Historique
Une première intercommunalité est créée en 1972 avec la constitution du District Melun – Le-Mée-sur-Seine, qui s'élargit en 1991 aux communes de La Rochette et Vaux-le-Pénil et prend la dénomination de District de l’Agglomération Melunaise (DAM). Celui-s'étend à  Livry-sur-Seine en 1993, à  Boissise-la-Bertrand et Voisenon en 1994 et  Dammarie-lès-Lys en 1997.
La Loi relative au renforcement et à la simplification de la coopération intercommunale (loi Chevènement) du 12 juillet 1999 sur le renforcement et la simplification de la coopération intercommunale impliquait la disparition des districts et leur transformation en communautés de communes ou communautés d’agglomération.
Les élus du district de l'agglomération melunaise firent le choix de la transformation de ce district en communauté d’agglomération, impliquant la mise en place d’une taxe professionnelle unique.
La Communauté d’agglomération Melun Val de Seine a donc été créée au 1er janvier 2002 par un arrêté préfectoral du 5 décembre 2001 par transformation du DAM et absorption du SIGUAM, syndicat intercommunal assurant, depuis 1962, pour le compte de ses adhérents, les compétences assainissement et traitement des déchets ménagers.
La Communauté d’Agglomération Melun Val de Seine accueille alors six nouvelles communes - Boissettes, Boissise-le-Roi, Montereau-sur-le-Jard, Rubelles, Saint-Germain-Laxis et Seine-Port - et se dote de compétences élargies par rapport au DAM.
En avril 2013 la CAMVS se dota d'un outil nouveau à travers la constitution d'une société publique locale, Melun Val de Seine aménagement.
Le 1er janvier 2016 les deux communes de la Communauté de communes de Seine-École (Saint-Fargeau-Ponthierry et Pringy) ont rejoint la CAMVS.
La commission départementale de coopération intercommunale (CDCI) réunie le 8 mars 2016 a acté au schéma départemental de coopération intercommunale 2016 l'intégration des communes de Limoges-Fourches, Lissy et Maincy à la CAMVS, en sus de Villiers-en-Bière, malgré l'opposition affirmée de Maincy,.
Les arrêtés préfectoraux des 15 novembre 2016, 21 décembre 2016 et 22 décembre 2016 ont, à effet du 1er janvier 2017, étendu le périmètre de la Communauté d’agglomération Melun Val de Seine aux communes de Limoges-Fourches, Lissy, Maincy et Villiers-en-Bière, entériné la recomposition du conseil communautaire proposée dans l'accord local entre communes et acté une mise à jour des statuts.

## Territoire communautaire

### Composition
La communauté d'agglomération est composée des 20 communes suivantes :

| Nom                      | Code Insee | Gentilé             | Superficie (km2) | Population (dernière pop. légale) | Densité (hab./km2) |
| ------------------------ | ---------- | ------------------- | ---------------- | --------------------------------- | ------------------ |
| Melun (siège)            | 77288      | Melunais            | 8,04             | 43 685 (2022)                     | 5 433              |
| Boissettes               | 77038      | Boissettais         | 1,54             | 432 (2022)                        | 281                |
| Boissise-la-Bertrand     | 77039      | Boissisiens         | 7,8              | 1 194 (2022)                      | 153                |
| Boissise-le-Roi          | 77040      | Régiboissiens       | 7,09             | 3 828 (2022)                      | 540                |
| Dammarie-les-Lys         | 77152      | Dammariens          | 10,24            | 23 252 (2022)                     | 2 271              |
| Limoges-Fourches         | 77252      | Limofuraciens       | 7,96             | 599 (2022)                        | 75                 |
| Lissy                    | 77253      |                     | 6,85             | 343 (2022)                        | 50                 |
| Livry-sur-Seine          | 77255      | Livryens            | 4,97             | 2 224 (2022)                      | 447                |
| Maincy                   | 77269      | Maincéens           | 10,19            | 1 833 (2022)                      | 180                |
| Le Mée-sur-Seine         | 77285      | Méens               | 5,34             | 19 527 (2022)                     | 3 657              |
| Montereau-sur-le-Jard    | 77306      | Montjarciens        | 11,29            | 498 (2022)                        | 44                 |
| Pringy                   | 77378      | Pringiaciens        | 4,1              | 3 861 (2022)                      | 942                |
| La Rochette              | 77389      | Rochettois          | 5,85             | 3 919 (2022)                      | 670                |
| Rubelles                 | 77394      | Rubellois           | 3,91             | 3 450 (2022)                      | 882                |
| Saint-Fargeau-Ponthierry | 77407      | Thierrypontains     | 16,57            | 15 117 (2022)                     | 912                |
| Saint-Germain-Laxis      | 77410      | Saint-Germinois     | 7,18             | 737 (2022)                        | 103                |
| Seine-Port               | 77447      | Seine-Portais       | 8,53             | 1 824 (2022)                      | 214                |
| Vaux-le-Pénil            | 77487      | Pénivauxois         | 11,64            | 11 378 (2022)                     | 977                |
| Villiers-en-Bière        | 77518      | Villiers-en-Bièrois | 10,76            | 242 (2022)                        | 22                 |
| Voisenon                 | 77528      | Voisenonais         | 3,36             | 1 169 (2022)                      | 348                |

### Démographie
| 1968   | 1975   | 1982    | 1990    | 1999    | 2010    | 2015    | 2021    |
| ------ | ------ | ------- | ------- | ------- | ------- | ------- | ------- |
| 70 162 | 93 123 | 101 751 | 114 646 | 119 292 | 125 337 | 130 067 | 136 524 |

## Organisation

### Siège
Le siège de l'intercommunalité est en mairie de Melun, mais ses bureaux sont au 297 rue Rousseau-Vaudran, CS 30187, 77198 Dammarie-les-Lys Cedex.
Les bâtiments préfabriqués d'origine ont laissé place en juillet 2019 à un immeuble neuf de 2 200 m2 conçu par l'agence d'architecture Sémon-Rapaport, et dont le coût, hors foncier, s'est élevé à 7,5 millions d'euros.

### Élus
Le conseil communautaire de la communauté d'agglomération se compose, pour le mandat 2020-2026, de 73 conseillers, représentant chacune des communes membres et répartis en fonction de leur population de la manière suivante :

- 21 délégués pour Melun ;

- 11 délégués pour| Dammarie-les-Lys, et Le Mée-sur-Seine ;

- 7 délégués pour Saint-Fargeau-Ponthierry ;

- 5 délégués pour Vaux-le-Pénil ;

- 2 délégués pour Boissise-le-Roi, Pringy et La Rochette ;

- 1 délégué (plus 1 suppléant) pour les 12 autres communes.
À la suite des  élections municipales de 2020 en Seine-et-Marne, le nouveau conseil communautaire, installé le 10 juillet 2020, a réélu son  président Louis Vogel, maire de Melun. Toutefois, celui-ci élu sénateur de Seine-et-Marne lors des élections de 2023 du mois de septembre, a démissionné de ses fonctions exécutives locales le 10 octobre 2023 , contraint par la législation limitant le cumul des mandats en France..
Le conseil communautaire du 18 octobre 2023 a donc élu son successeur, Franck Vernin, maire du Mée-sur-Seine, ainsi que ses 15 vice-présidents, qui sont : 
1. Kadir Mebarek, maire de Melun, chargé des finances ;
2. Gilles Battail, maire de Dammarie-lès-Lys, chargé de l'aménagement de l’espace communautaire ,
3. Françoise Lefebvre, maire de Rubelles, chargée de l'environnement et du cadre de vie ,
4. Pierre Yvroud, maire de La Rochette, chargé de l'assainissement des eaux usées et de la gestion des eaux pluviales urbaines ;
5. Henri de Meyrignac, maire de Vaux-le-Pénil, chargé de l'orientation et de la mise en œuvre de la politique culturelle ;
6. Philippe Charpentier, maire de Limoges-Fourches, chargé de l'eau potable et de la stratégie GEMAPI. Président du SYMPAV ;
7. Serge Durand, premier maire-adjoint du Mée-sur-Seine, chargé de la sécurité, de la prévention et de la police intercommunale ;
8. Christian Hus, maire de Montereau-sur-le-Jard, chargé de la zone d’activité de Villaroche ;
9. Thierry Segura, maire de Boissettes, chargé du patrimoine communautaire, de la voirie et du stationnement, du projet de territoire et des systèmes d’information mutualisés. Président de Melun Val de Seine Aménagement[12] ;
10. Willy Delporte, maire de Saint-Germain-Laxis, chargé du suivi et de la déclinaison des actions de la stratégie de l’office de tourisme ;
11. Lionel Walker, troisième maire-adjoint  de Saint-Fargeau-Ponthierry, chargé de la promotion et de l'attractivité touristique ,
12. Véronique Chagnat, maire de Boissise-le-Roi, chargée de la réussite éducative, de la persévérance scolaire et des cités éducatives
13. Julien Aguin, maire de Voisenon, chargé du développement économique, de l'emploi et de l'insertion[13]. Président de Mission-Emploi Insertion Melun Val de Seine[14] ;
14. Olivier Delmer, maire de Boissise-la-Bertrand, chargé de la politique en matière d’équilibre social de l’habitat ;
15. Alain Truchon, maire de Villiers-en-Bière, charge de la politique en matière d’accueil des gens du voyage et de la mise en œuvre de la mutualisation).

Le bureau communautaire pour le mandat 2020-2026 est constitué du président, des vice-présidents et de 15 conseillers communautaires délégués, de sorte que chaque commune soit représentée au bureau communautaire.

### Liste des présidents
| Période      | Période                       | Identité           | Étiquette    | Qualité |
| ------------ | ----------------------------- | ------------------ | ------------ | --- |
| 2002         | 2002                          | Jacques Marinelli  | RPR          | Président de sociétés, ancien coureur cycliste Maire de Melun (1989 → 2002) Déclaré inéligible par le Conseil d'État                                                                                             |
| 2002         | avril 2008                    | Jean-Claude Mignon | UMP          | Maire de Dammarie-les-Lys (1983 → 2014) Député de Seine-et-Marne (1re circ.) (1988 → 2017) |
| avril 2008   | avril 2014                    | Bernard Gasnos     | DVD          | Assureur retraité Conseiller municipal de Melun |
| avril 2014   | octobre 2023                  | Louis Vogel        | LR puis Agir | Professeur des universités, avocat Maire de Melun (2016 → ) Président de l'Université Panthéon-Assas (2006 → 2012) Sénateur de Seine-et-Marne (2023 → ) Démissionnaire à la suite de son élection comme sénateur |
| octobre 2023 | En cours (au 30 octobre 2023) | Franck Vernin      | UDI          | Maire du Mée-sur-Seine (2003 → ) Conseiller départemental de Savigny-le-Temple (2015 → 2021) Président du SMITOM -Lombric ( (2014 → )                                                                            |

### Compétences
La communauté d'agglomération exerce les compétences qui lui ont été transférées par les communes membres dans les conditions définies par le code général des collectivités territoriales. Il s'agit de :
Les compétences obligatoires :
- Développement économique et tourisme :
Création, aménagement, entretien et gestion de zone d'activités nouvelles ou requalifiées par la communauté hors zones franches urbaines ; action de développement et de promotion économique et touristique excluant le commerce de proximité ; les études concernant l'implantation, l'extension ou la reconversion totale ou partielle de zones d'activités nouvelles ou programmées dans le projet de territoire CAP 2013 ; aménagement ou reconversion de friches industrielles ou tertiaires supérieures à 1 hectare
- Aménagement de l'espace : Schéma de cohérence territoriale et schéma de secteur; création et réalisation de zones d'aménagement concerté (Z.A.C.), en particulier dévolues à l'implantation d'activités économiques; organisation de la mobilité au sens du Code des transports en coordination avec le Syndicat des transports d'Île-de-France; élaboration et modification du Plan local de déplacements urbains défini aux articles L.1214-30 à L.1214-34 du Code des transports
- Équilibre social de l'habitat :
Programme local de l'habitat (PLH); accompagnement technique et financier des programmes de rénovation urbaine de Dammarie-lès-Lys, Melun, le Mée-sur-Seine, réalisation d'études portant sur le logement des personnes défavorisées, mise en œuvre du dispositif pour accroitre l'offre d'hébergement d'urgence, mise en œuvre de dispositifs pour accroitre l'offre de logement des jeunes (Foyers des Jeunes Travailleurs); constitution de réserves foncières.
- Politique de la ville :
Elaboration du diagnostic du territoire et définition des orientations du contrat de ville; programmes d'actions définis dans le contrat de ville; animation et coordination des dispositifs contractuels de développement urbain, de développement local et d'insertion économique et sociale ainsi que des dispositifs locaux de prévention de la délinquance
- Aménagement, entretien et gestion des aires d'accueil des gens du voyage
- Collecte et traitement des déchets des ménages et déchets assimilés (gestion déléguée au syndicat mixte SMITOM-LOMBRIC)
- Eau potable

Les compétences sur option :
- Assainissement
- Création ou aménagement et entretien de voirie d'intérêt communautaire; création ou aménagement et gestion de parcs de stationnement d'intérêt communautaire
- Protection et mise en valeur de l'environnement et du cadre de vie: lutte contre la pollution de l'air, lutte contre les nuisances sonores, soutien aux actions de maîtrise de la demande d'énergie
- Construction, aménagement, entretien et gestion d'équipements culturels et sportifs d’intérêt communautaire.

Les compétences facultatives :
- Développement de l'enseignement supérieur et universitaire
- Organisation et fonctionnement de l'activité universitaire inter-âge de Melun
- Diffusion et promotion des musiques actuelles; gestion et développement d'un orchestre symphonique
- Mise en place et support d'une politique sportive en faveur du sport de haut niveau; gestion de l'opération d'été "Sport Passion"; gestion du Plateau technique médical Sud Seine-et-Marne
- Création et entretien de liaisons douces
- Participation à l'équipement et au fonctionnement d'organismes de formation et d'insertion professionnelle
- Participation financière aux études, aménagements et entretien des espaces boisés régionaux
- Conception, construction, exploitation et commercialisation d'infrastructures, de réseaux et de services locaux de communications électroniques et activités connexes
- Incendie et secours : contribution au budget du service départemental d'incendie et de secours (SDIS)
- Elaboration, animation et coordination du contrat local de santé pour le territoire communautaire.

### Régime fiscal et budget
La communauté d'agglomération est un établissement public de coopération intercommunale à fiscalité propre.
Afin de financer l'exercice de ses compétences, l'intercommunalité perçoit, comme toutes les communatés d'agglomération, la fiscalité professionnelle unique (FPU) – qui a succédé à la taxe professionnelle unique (TPU) – et assure une péréquation de ressources.
Elle perçoit également une taxe d'enlèvement des ordures ménagères (TEOM), qui finance le fonctionnement de ce service public.